# Citation Style Language
El Citation Style Language (CSL) es un lenguaje abierto basado en XML que se utiliza para describir el formato de referencias bibliográficas y bibliografías. Los programas de gestión de referencias que utilizan CSL incluyen Zotero, Mendeley y Papers, entre otros. El sistema ligero de conversión de documentos de Pandoc también admite citas y referencias en formatos CSL, YAML y JSON y puede presentarlas utilizando cualquiera de los estilos CSL recogidos en el Repositorio de estilos de Zotero.

## Historia
CSL fue creado por Bruce D'Arcus para su uso con OpenOffice.org, y un procesador CSL, "CiteProc", basado en XSLT. el desarrollo de CSL continuó en colaboración con Simon Kornblith, el desarrollador de Zotero. Desde 2008, el equipo central de desarrollo está formado por D'Arcus, Frank Bennett y Rintze Zelle.
Las versiones publicadas de CSL son 0.8 (21 de marzo de 2009), 0.8.1 (1 de febrero de 2010), 1.0 (22 de marzo de 2010) y 1.0.1 (3 de septiembre de 2012). CSL 1.0 era una versión incompatible con versiones anteriores, pero los estilos en el formato 0.8.1 se pueden actualizar automáticamente al formato CSL 1.0.
En su lanzamiento en 2006, Zotero se convirtió en la primera aplicación en adoptar CSL. En 2008, Mendeley se presentó con compatibilidad con CSL y, en 2011, Papers y Qiqqa también incorporaron compatibilidad con el formato de citas y referencias basado en CSL.

## Soporte de software
- Zotero, Mendeley, Papers y Qiqqa admiten CSL 1.0 (Zotero también admite estilos CSL 0.8.1, que se actualizan internamente a CSL 1.0).
- Zotero, Mendeley y Qiqqa confían en el procesador CSL JavaScript de citeproc-js .
- Zotero, Mendeley y Qiqqa proporcionan un editor de CSL integrado para ayudar a crear y modificar estilos de CSL.

## Estilos
El proyecto CSL mantiene un repositorio de estilos CSL 1.0, que contiene más de 9000 estilos (más de 1700 estilos únicos).